# Fédération jordanienne de rugby à XV
La Fédération jordanienne de rugby à XV (officiellement en anglais : Jordan Rugby Committee) est l'instance qui régit l'organisation du rugby à XV en Jordanie.

## Historique
Le 13 juin 2008, la Jordan Rugby Union devient membre associé de l'Asian Rugby Football Union, organisme continental du rugby.
La fédération forme plus tard l'équipe nationale qui fait ses débuts internationaux en 2010,, puis organise un championnat national à partir de 2012.
La pratique féminine se développe à partir de 2017, permettant la formation de l'équipe nationale féminine à sept et ses premiers matchs officiels en 2019.
La fédération, entre temps devenue le Jordan Rugby Committee, devient membre à part entière d'Asia Rugby, organisme continental du rugby, en 2020. La même année, elle devient au mois de mai membre associé de World Rugby, organisme international du rugby, avant de devenir membre à part entière le 9 mai 2024.
Elle est également membre du comité olympique jordanien.

## Identité visuelle

Évolution du logo